# Имя потерпевшего — Никто
«И́мя потерпе́вшего — Никто́» — детективный роман Александры Марининой, опубликованный в декабре 1996 года.

## История создания
По словам писательницы, сюжет был навеян фильмом Люка Бессона «Леон»: 
Сидела, смотрела, наблюдала как складываются отношения киллера средних лет и маленькой девочки. «А вот интересно было бы посмотреть на ситуацию обратную», — подумала я, –«К примеру, есть древняя, жесткая, хитрая старуха и молодой наркоман…» 

## Сюжет
Таня Образцова согласилась переехать из Санкт-Петербурга к своему мужу Владиславу Стасову в Москву, но для этого ей надо разделаться с делом об убийстве старухи Бахметьевой. С ней связывается Настя Каменская, которая, расследует в Москве убийство супругов Шкрабуль и убеждена, что их убили из-за ценностей, которые припрятал когда-то расстрелянный икорно-бриллиантовый король Сергей Бахметьев — первый муж Елены Шкрабуль и сын старухи Бахметьевой. Два дела сливаются в одно, и Таня просит Настю приехать в Питер.

## О персонажах
Лингвист Мария Завьялова уделяет внимание гендерному аспекту романа: «В повести „Имя потерпевшего — Никто“ две героини, обе работают, и кто чем хочет, тот тем и занимается. … Татьяна Образцова пишет детективные романы, а Ирочка Милованова работает экономкой в её доме. Интересно, что книги Марининой имеют самые большие тиражи в детективном жанре. Тут, очевидно, причиной дефицит справедливости в обществе, но справедливость у Марининой особенная. За сюжетом чувствуется автор-демиург, или скорее богиня-мать, выносящая свои приговоры, и справедливость эта весьма особенная, не патриархатного толка.»
Г. Пономарёва  также обращает внимание на гендерный аспект: «В детективах А. Марининой женские персонажи превосходят мужские не только числом, но и разнообразием характеров. В произведениях Марининой женщина не столько страдательная сторона, не столько жертва, сколько активный субъект, организующий обстоятельства, а не подчиняющийся им. Таковы образы „преступниц“ Киры Шевченко („Шестёрки умирают первыми“), Натальи Цукановой („Светлый лик смерти“), Регины („Игра на чужом поле“), Софьи Илларионовны („Имя потерпевшего никто“) и т. д.»

## Отзывы и критика
Ольга Кушлина подошла к творчеству Марининой со стороны «квартирного вопроса»: исследуя описания жилищных условий разных персонажей марининских детективов, их прямые и косвенные высказывания на эту тему, Кушлина пришла к выводу, что жилищная проблема не чужда и самой писательнице. 
В повести "Имя потерпевшего — никто" возникла тема квартирного обмена, продажи, маклерской мафии... У читателей забрезжила надежда: неужели получилось? Сдвинулось с мертвой точки? Мы так исправно помогали любимой писательнице все эти годы... И вот, наконец, в двухтомнике "Мужские игры" появилась тема ремонта. Ура! Свершилось.

## Экранизации
Экранизирован в пятом сезоне сериала "Каменская" (режиссёр Антон Сиверс).